# Руфат Багіров
Руфат Багіров (азерб. Rıfat Bağırov, 10 жовтня 1979) — азербайджанський шахіст, гросмейстер (2002).
У складі збірної Азербайджану учасник 34-ї Олімпіади (2000) в Стамбулі.
Рейтинг на лютий 2015 року — 2454 (1211-е місце у світі, 18-е в Азербайджані).

## Зміни рейтингу
| На цьому місці має відображатися графік чи діаграма, однак з технічних причин його відображення наразі вимкнено. Будь ласка, не видаляйте код, який викликає це повідомлення. Розробники вже працюють для того, щоби відновити штатне функціонування цього графіка або діаграми. | |
| | На цьому місці має відображатися графік чи діаграма, однак з технічних причин його відображення наразі вимкнено. Будь ласка, не видаляйте код, який викликає це повідомлення. Розробники вже працюють для того, щоби відновити штатне функціонування цього графіка або діаграми. |